# Chandrika de Silva
Chandrika de Silva (singhalesisch: චන්ද්‍රිකා ද සිල්වා; tamil: சந்திரிகா த சில்வா) (* 24. Februar 1974, auch bekannt als Renu Chandrika Hettiarachchige) ist eine sri-lankische Badmintonspielerin. 

## Karriere
Chandrika de Silva ist Rekordtitelträgerin der nationalen Meisterschaften von Sri Lanka bei den Frauen. Sie gewann 2003 zum siebenten Mal in Folge die Dameneinzel-Konkurrenz und schloss damit zur vorherigen Rekordhalterin Chandrika Mallawaratchi auf. Mit der Meisterschaft vom Dezember 2010 gewann de Silva insgesamt 34 nationale Titel, davon 11 im Dameneinzel, 11 im Damendoppel und 12 im Mixed.

## Sportliche Erfolge
| Veranstaltung | Saison                          | Disziplin   | Platz | Sieger                                                |
| ------------- | ------------------------------- | ----------- | ----- | ----------------------------------------------------- |
| 1997/1998     | Einzelmeisterschaften Sri Lanka | Dameneinzel | 1     | Chandrika de Silva                                    |
| 1998/1999     | Einzelmeisterschaften Sri Lanka | Dameneinzel | 1     | Chandrika de Silva                                    |
| 1999/2000     | Einzelmeisterschaften Sri Lanka | Dameneinzel | 1     | Chandrika de Silva                                    |
| 2000/2001     | Einzelmeisterschaften Sri Lanka | Dameneinzel | 1     | Chandrika de Silva                                    |
| 2001/2002     | Einzelmeisterschaften Sri Lanka | Dameneinzel | 1     | Chandrika de Silva                                    |
| 2002          | Bangladesh International        | Dameneinzel | 1     | Chandrika de Silva                                    |
| 2002/2003     | Einzelmeisterschaften Sri Lanka | Dameneinzel | 1     | Chandrika de Silva                                    |
| 2003/2004     | Einzelmeisterschaften Sri Lanka | Dameneinzel | 1     | Chandrika de Silva                                    |
| 2003/2004     | Einzelmeisterschaften Sri Lanka | Mixed       | 1     | Thushara Edirisinghe / Chandrika de Silva             |
| 2003/2004     | Einzelmeisterschaften Sri Lanka | Damendoppel | 1     | Chandrika de Silva / Pameesha Dishanthi               |
| 2004          | Südasienspiele                  | Damendoppel | 3     | Renu Chandrika Hettiarachchige / Pamisha Dishanthi    |
| 2004          | Südasienspiele                  | Dameneinzel | 3     | Renu Chandrika Hettiarachchige                        |
| 2005          | Nepal International             | Mixed       | 1     | Thushara Edirisinghe / Renu Chandrika Hettiarachchige |
| 2005          | Nepal International             | Dameneinzel | 1     | Renu Chandrika Hettiarachchige                        |
| 2006          | Südasienspiele                  | Mixed       | 3     | Renu Chandrika Hettiarachchige / Niluka Karunaratne   |
| 2006          | Südasienspiele                  | Damendoppel | 3     | Renu Chandrika Hettiarachchige / Nadeesha Gayanthi    |
| 2007          | Syria International             | Damendoppel | 1     | Chandrika de Silva / Thilini Jayasinghe               |
| 2008/2009     | Einzelmeisterschaften Sri Lanka | Dameneinzel | 1     | Chandrika de Silva                                    |
| 2008/2009     | Einzelmeisterschaften Sri Lanka | Damendoppel | 1     | Chandrika de Silva / Nadeesha Gayanthi                |
| 2008/2009     | Einzelmeisterschaften Sri Lanka | Mixed       | 1     | Niluka Karunaratne / Chandrika de Silva               |
| 2010          | Südasienspiele/Badminton        | Dameneinzel | 3     | Chandrika de Silva                                    |
| 2010          | Südasienspiele/Badminton        | Mixed       | 3     | Tharusha Edirisinghe / Chandrika de Silva             |
| 2010          | Syria International             | Mixed       | 1     | Karunathilake Lasitha / Renu Hettiarachchige          |
| 2010          | Südasienspiele/Badminton        | Damendoppel | 3     | Chandrika de Silva / Thilini Jayasinge                |